# Malta ved vinter-OL 2022
Maltas deltagelse ved vinter-OL 2022 i Beijing, Kina i perioden 4. – 20. februar 2022.

## Deltagere
Følgende er listen over disciplinerne, som repræsenterede deltagere optræder i.
| Sport        | Mænd | Kvinder | Total |
| ------------ | ---- | ------- | ----- |
| Snowboarding | 0    | 1       | 0     |
| Total        | 0    | 1       | 1     |

## Medaljer
| 2022 Beijing | Guld | Sølv | Bronze | Total |
| Malta        | -    | -    | -      | -     |

### Medaljevindere
| Malta under vinter-OL 2022 i Beijing | Malta under vinter-OL 2022 i Beijing | Malta under vinter-OL 2022 i Beijing | Malta under vinter-OL 2022 i Beijing | Malta under vinter-OL 2022 i Beijing |
| Medalje                              | Navn                                 | Sport                                | Event                                | Dato                                 |
| ------------------------------------ | ------------------------------------ | ------------------------------------ | ------------------------------------ | ------------------------------------ |
| Guld                                 | -                                    | -                                    | -                                    | -                                    |
| Sølv                                 | -                                    | -                                    | -                                    | -                                    |
| Bronze                               | -                                    | -                                    | -                                    | -                                    |